# ヴィンツバッハ
ヴィンツバッハ (ドイツ語: Windsbach) は、ドイツ連邦共和国バイエルン州ミッテルフランケンのアンスバッハ郡に属す郡所属市

## 地理

### 位置
ヴィンツバッハはフレンキシェ・レーツァト川沿いのランガウと呼ばれる地域に位置する。郡庁所在地のアンスバッハから東に20km、ニュルンベルクの南西40kmである。市域内をレドニッツ川の支流であるアウラハ川が流れている。

### 地区
本市は、公式には29の地区 (Ort) からなる。このうち小集落や孤立農場などを除く集落を以下に列記する。
| - ベルトルツドルフ - ブルン - エルパースドルフ・バイ・ヴィンツバッハ - ヘルガースバッハ - イスマンスドルフ - ケッタースバッハ - キッチェンドルフ | - ランツェンドルフ - ライパースロー - モースバッハ - ノイゼス・バイ・ヴィンツバッハ - レッツェンドルフ - ザウエルンハイム - シュペックハイム | - ズッダースドルフ - ウンターエッシェンバッハ - ファイツアウラハ - ヴェルンスミューレ - ヴィンツバッハ - ヴィンケルハイト |

## 歴史
ヴィンツバッハは、1138年に初めて文献上で言及され、1278年に都市権を与えられた。2003年にはヴィンツバッハ市725年祭を祝った。

## 行政

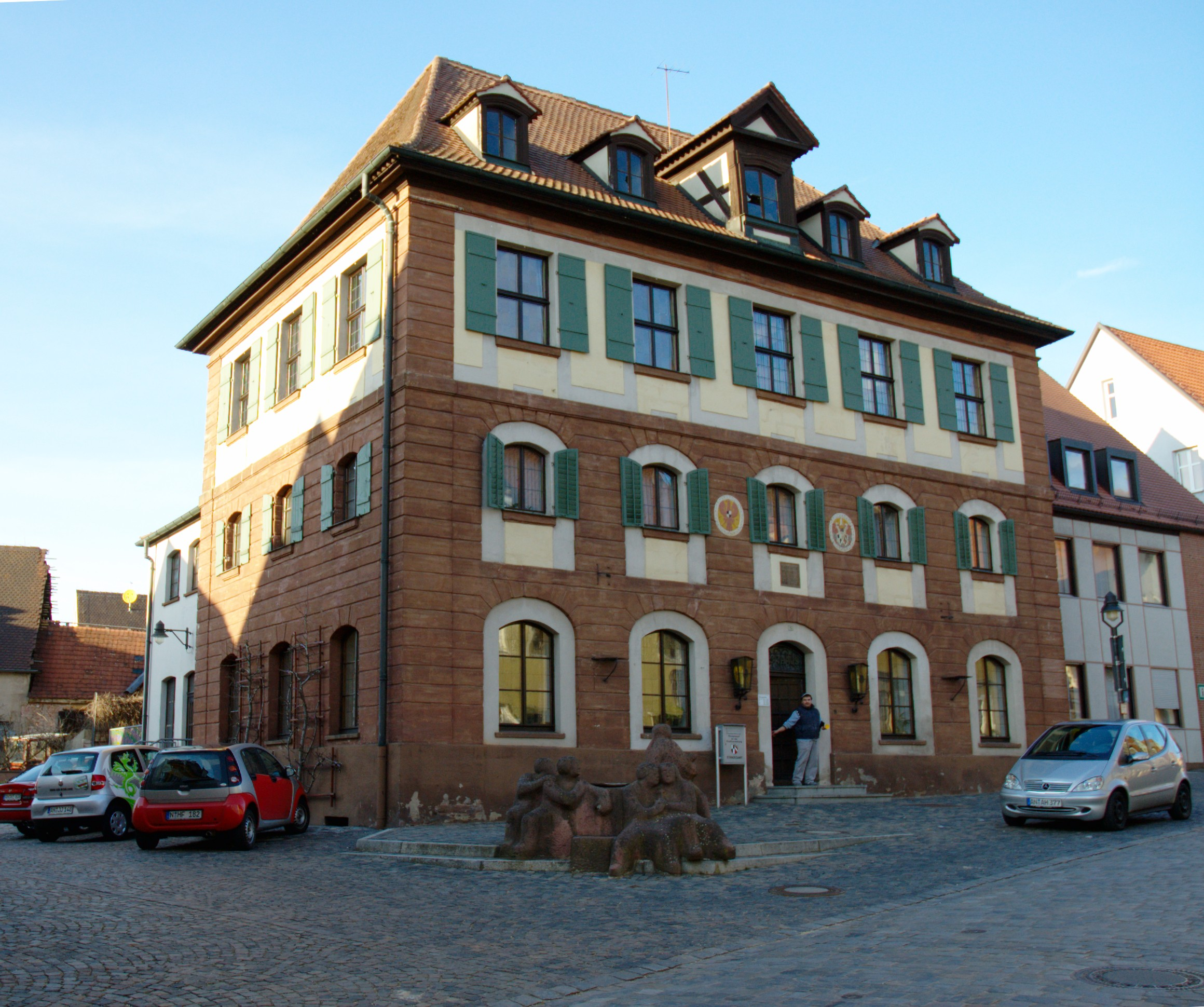
ヴィンツバッハの市庁舎

### 市長
- 第1市長: ヴォルフガング・ザイデル (SPD)

### 市議会
市議会は、21議席（第1市長を含む）である。

## 経済と社会資本

### 交通
ヴィンツバッハは、ヴィッケルスグロイトからペータースアウラハおよびノイエンデッテルザウを経由してヴィンツバッハに至る近郊鉄道R71の終着点である。ヴィッケルスグロイトで、ニュルンベルク - アンスバッハ線(R7)に接続する。ヴィンツバッハの駅舎は1894年の建築である。
ヴィンツバッハは、アウトバーンA6(E50)号のノイエンデッテルザウ・インターチェンジおよびリヒテナウ・インターチェンジを利用する。連邦道B14号線までは12km、B13号線までは10km、B466号線までは6kmの距離にある。

### 教育
- ヨハン・ゼバスティアン・バッハ・ギムナジウム・ヴィンツバッハ

## 文化と見所

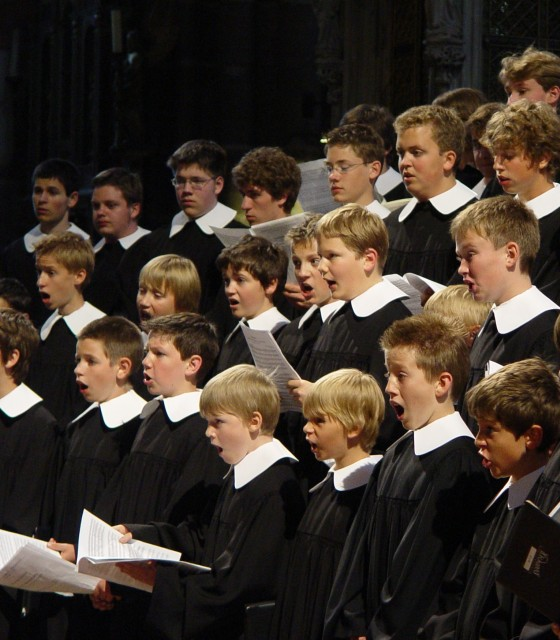
ヴィンツバッハ少年合唱団

### 音楽
1946年にハンス・タムは、ドレスデン聖十字架合唱団の伝統にならって、国際的に活躍するヴィンツバッハ少年合唱団を創設した。1978年以降はカール＝フリードリヒ・ベーリンガーがこの合唱団を指揮している。

### 建造物

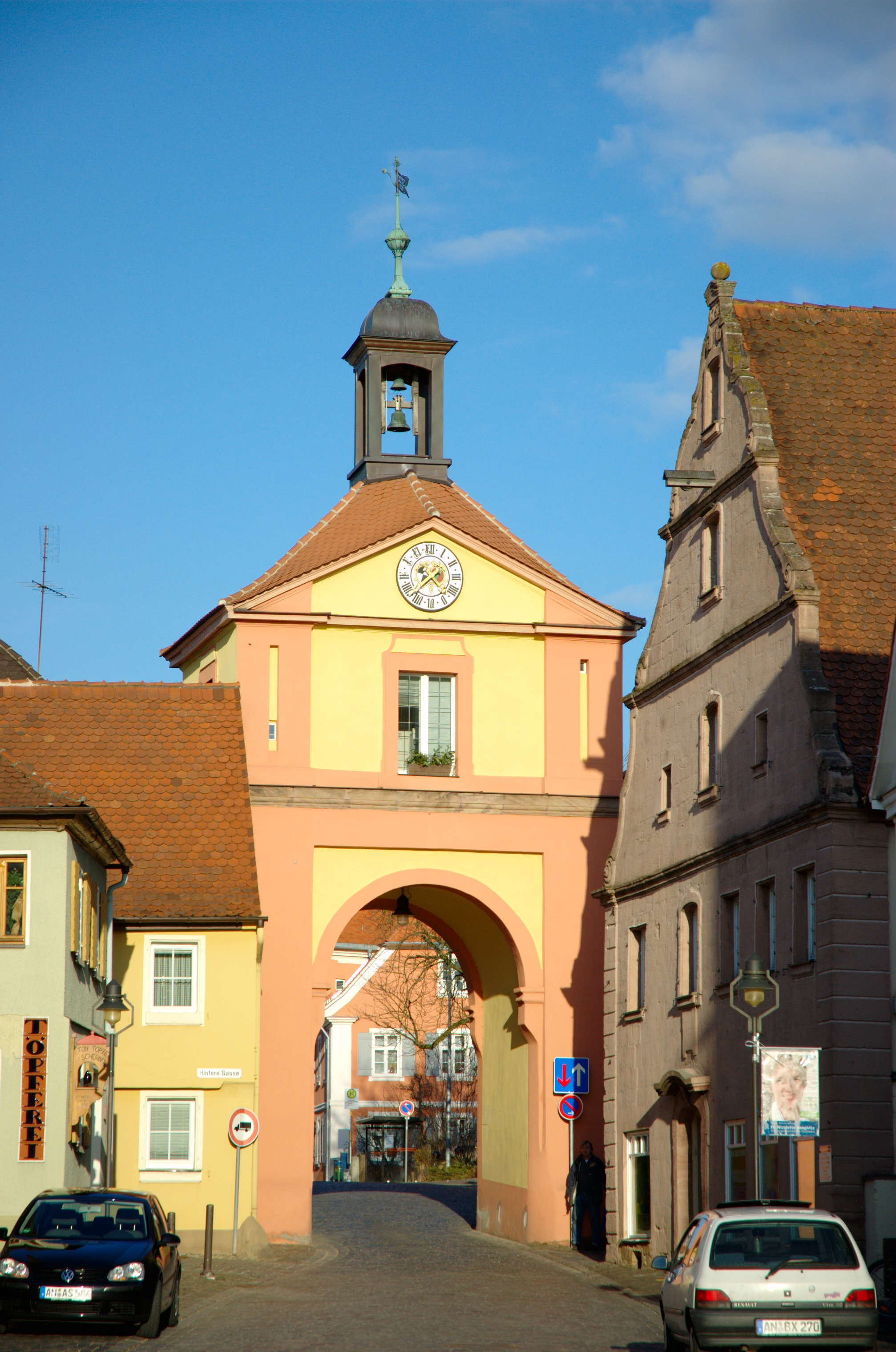
上の門

この街にはかつて、5本の塔を持つ市壁が巡らされていたが、現在では上の門（シュヴァーバッハ門）と下の門（ブリュッケン門）および壁の一部が遺されているだけである。市塔（12世紀）の周辺に第2のすばらしい防衛施設であるアムツブルクが見て取れる。教会広場にも第3の防衛施設である城塞教会がある。市教会の聖マルガレータ教会（1730年建設）は800年頃に建設された教会の跡に建てられたものである。
1748年から1752年に建設されたラートハウス（市庁舎）は、歴史的旧市街の中心地に建つ。その近くには、1736年に取り壊された古い城跡がある。1737年から1738年に、これに変わって財務関連の役所が建てられた。設計は宮廷建築家レオポルド・レッティと若いヨハン・ダーヴィト・シュタイングルーバーが行った。この建物は、財務局が利用し、地方行政官の官邸となった。この財務局の建物は2003年から2004年まで抜本的な改修を受けた。現在は、レーツァツ＝メンヒスヴァルト音楽学校がその一部を利用している。

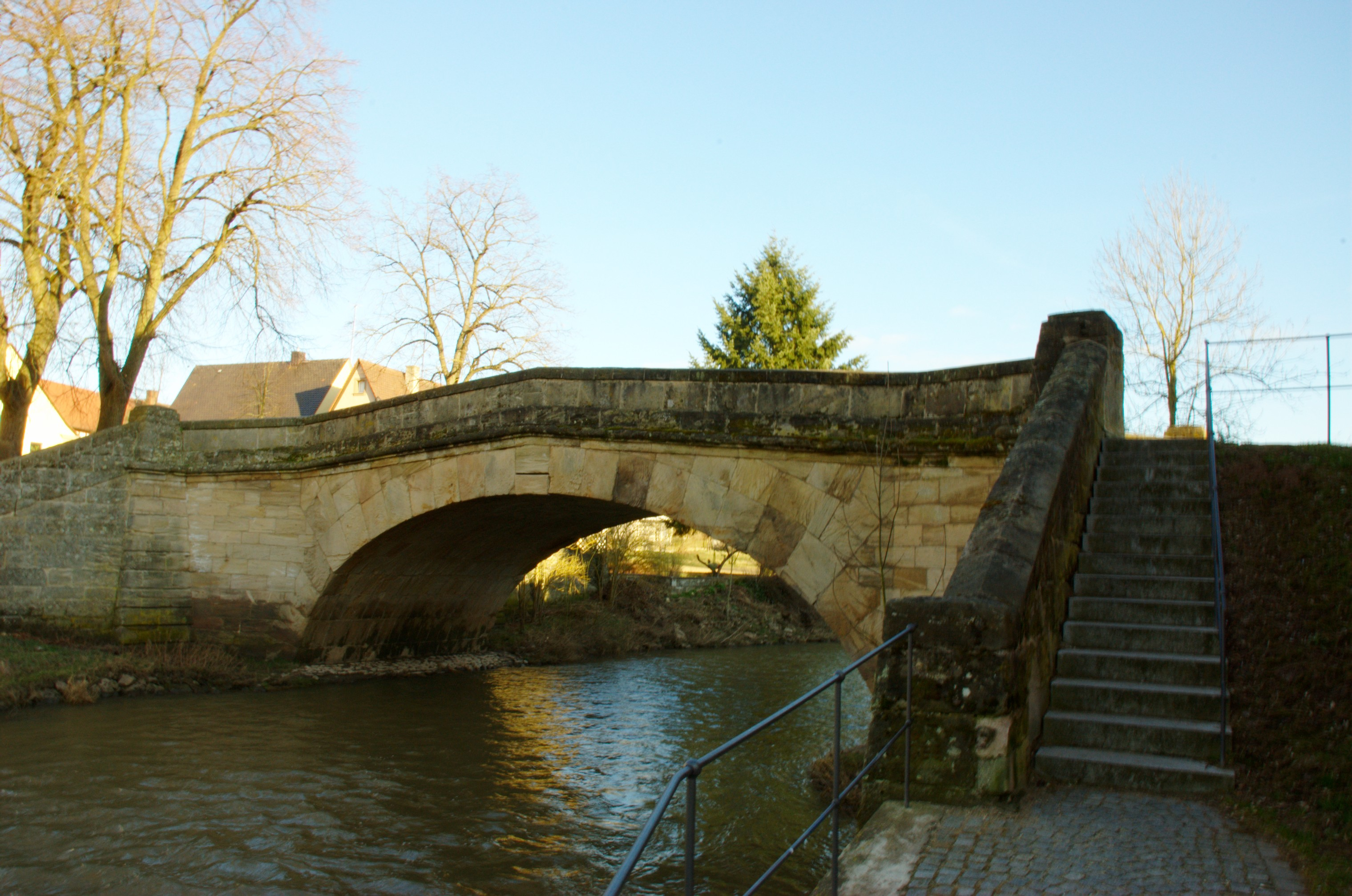
レーツァト川の石橋

格別な宝物と言うべき建築物が、ゴッタースルーカペレ（神の安息礼拝堂）である。この建物は1400年頃に行政官であったヘルベルク騎士家が建設し、1430年後頃のフレスコ画を有している。
1790年から1792年に、フレンキシェ・レーツァト川に砂岩のアーチ橋が架けられた。1992年にこの記念建造物は徹底的な修復を受けた。

## 出身者
- カール・ドゥンツ: 作家、市長
- クリスタ・ゲッツ (1948 - ) 政治家 (CSU)、バイエルン州議会議員
- カール・シュタインバウアー (1906 - 1988) 神学者

## 郷土料理

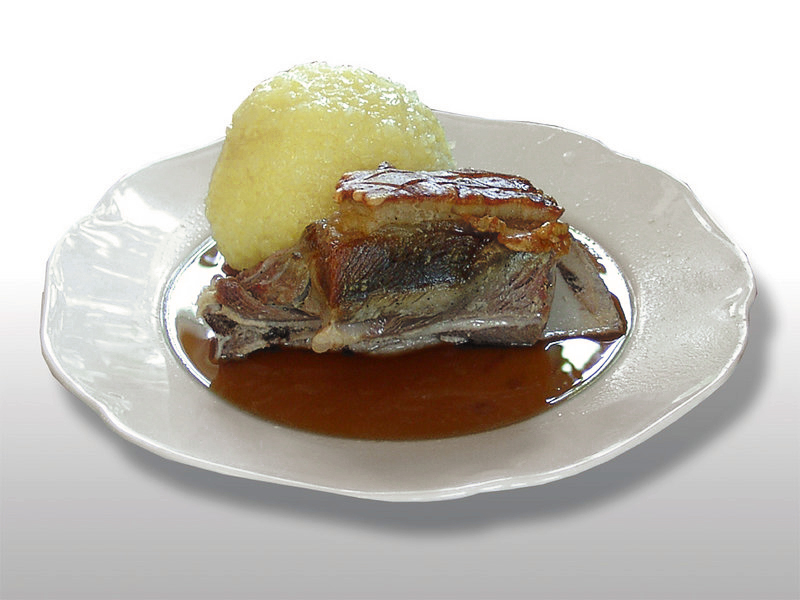
ショイフェレ

- ショイフェレ: 豚の肩肉料理。団子とキャベツを添えて供される。
- 鯉料理

## 引用
1. ↑  https://www.statistikdaten.bayern.de/genesis/online?operation=result&code=12411-003r&leerzeilen=false&language=de Genesis-Online-Datenbank des Bayerischen Landesamtes für Statistik Tabelle 12411-003r Fortschreibung des Bevölkerungsstandes: Gemeinden, Stichtag (Einwohnerzahlen auf Grundlage des Zensus 2011)
2. ↑  Bayerische Landesbibliothek Online